# Francisco de Assis Luz Silva
Francisco de Assis Luz Silva, ou simplesmente, Assis (Ananindeua, 4 de outubro de 1943 — Ananindeua, 9 de setembro de 2020) foi um futebolista brasileiro que atuou como zagueiro e lateral esquerdo.

## Carreira
Lateral de formação, acabou sendo colocado na quarta zaga, firmando-se nesta posição, tendo se notabilizado no Clube do Remo e no Fluminense Football Club, clube pelo qual disputou 424 partidas entre 1968 e 1975, sendo o oitavo jogador que mais vestiu a camisa do Fluminense, tendo chegado ao clube carioca numa troca com o Remo pelo atacante Amoroso. Entre 1968 e 1971, formou vitoriosa dupla de zaga com Galhardo, vindo a conquistarem juntos cinco títulos oficiais entre 1969 e 1971.
Transferiu-se para o Sport Club do Recife em 1976 junto com o seu companheiro de zaga Silveira, sendo campeão pernambucano em 1977, de onde saiu para o Ceará, onde sagrou-se campeão cearense de 1978.
Encerrou a carreira no ASA, de Arapiraca, por vontade própria, após sofrer contusão que o afastaria dos gramados por algum tempo.

## Morte
Assis morreu em 9 de setembro de 2020, aos 76 anos.

## Títulos
Fluminense
- Campeonato Brasileiro: 1970
- Campeonato Carioca[8]: 1969, 1971, 1973 e 1975
- Taça Guanabara: 1969, 1971 e 1975
- Torneio José Macedo Aguiar: 1971
- Torneio Internacional de Verão do Rio de Janeiro de 1973
- Taça Associación de La Prensa  (Esporte Clube Bahia-BA versus Fluminense): 1969;
- Taça João Durval Carneiro (Fluminense de Feira-BA versus Fluminense): 1969;
- Taça Francisco Bueno Netto (Fluminense versus Palmeiras 2.ª edição): 1969
- Troféu Fadel Fadel - (Fla-Flu): 1969
- Troféu Brahma Esporte Clube: 1969
- Troféu Independência do Brasil - (Fla-Flu): 1970
- Taça Francisco Bueno Netto (Fluminense versus Palmeiras 3.ª edição): 1970
- Taça ABRP-Associação Brasileira de Relações Públicas 1950-1970 (Fluminense versus Vasco): 1970
- Taça Globo (Fluminense versus Clube Atlético Mineiro): 1970
- Troféu 27.º Aniversario dos Estados Árabes (Fluminense versus Vasco): 1972
- Taça O GLOBO (Fla-Flu): 1973
- Taça Professor Eurico Borba: 1974
- Taça Colméia (Fla-Flu): 1974
- Taça Presidente Médici (Fla-Flu): 1974
- Taça João Coelho Netto "Preguinho" (Fluminense versus Corinthians): 1975
- Taça Federação Amazonense de Futebol (Atlético Rio Negro Clube-AM versus Fluminense): 1975
- Troféu Governador Fragelli (Seleção de Cuiabá-MT versus Fluminense): 1975
- Taça Interventor Federal (Bahia versus  Fluminense): 1975

Sport
- Campeonato Pernambucano: 1977

Ceará
- Campeonato Cearense: 1978